# Világbajnoki érmesek listája férfi párbajtőrvívásban
Ez a lap a világbajnoki érmesek listája férfi párbajtőrvívásban 1921-től 2023-ig.
A Nemzetközi Vívószövetség (FIE) 1937-ben utólag világbajnokságokként ismerte el az Európában 1921-től 1936-ig évente megrendezett nemzetközi vívóbajnokságokat, így ezen versenyek érmesei is szerepelnek a listában.

## Egyéni
| Év                                                         | Helyszín          | Arany                 | Ezüst                       | Bronz                           |
| Nemzetközi bajnokság                                       |                   |                       |                             |                                 |
| 1921                                                       | Párizs            | Lucien Gaudin         | Gaston Cornereau            | Henri Wijnoldy-Daniëls          |
| 1922                                                       | Párizs            | Raoul Heide           | Robert Liottel              | Gaston Cornereau                |
| 1923                                                       | Hága              | Wouter Brouwer        | Arie de Jong                | Roger Ducret                    |
| 1926                                                       | Oostende          | Georges Tainturier    | Fernand de Montigny         | Léon Tom                        |
| 1927                                                       | Vichy             | Georges Buchard       | Fernand Jourdant            | Xavier De Beukelaer             |
| 1929                                                       | Nápoly            | Philippe Cattiau      | Marcello Bertinetti         | Franco Riccardi                 |
| 1930                                                       | Liège             | Philippe Cattiau      | Alfredo Pezzana             | André Rossignol                 |
| 1931                                                       | Bécs              | Georges Buchard       | Bernard Schmetz             | Paul Rousset                    |
| 1933                                                       | Budapest          | Georges Buchard       | Saverio Ragno               | Bernard Schmetz                 |
| 1934                                                       | Varsó             | Dunay Pál             | Gustaf Dyrssen              | Hans Drakenberg                 |
| 1935                                                       | Lausanne          | Hans Drakenberg       | Paul Deydier                | Saverio Ragno                   |
| Világbajnokság                                             |                   |                       |                             |                                 |
| 1937                                                       | Párizs            | Bernard Schmetz       | Jacques Coutrot             | Robert Stasse                   |
| 1938                                                       | Pöstyén           | Michel Pécheux        | Edoardo Mangiarotti         | Bernard Schmetz                 |
| 1939–1946 között nem rendezték meg a II. világháború miatt |                   |                       |                             |                                 |
| 1947                                                       | Lisszabon         | Édouard Artigas       | Bengt Ljungquist            | Raoul Henkaert                  |
| 1949                                                       | Kairó             | Dario Mangiarotti     | René Bougnol                | Per Carleson                    |
| 1950                                                       | Monte-Carlo       | Mogens Lüchow         | Carl Forssell               | –                               |
| 1950                                                       | Monte-Carlo       | Mogens Lüchow         | Dario Mangiarotti           | –                               |
| 1951                                                       | Stockholm         | Edoardo Mangiarotti   | Carlo Pavesi                | Sven Fahlman                    |
| 1953                                                       | Brüsszel          | Sákovics József       | Berzsenyi Barnabás          | Fiorenzo Marini                 |
| 1954                                                       | Luxembourg        | Edoardo Mangiarotti   | Carlo Pavesi                | Franco Bertinetti               |
| 1955                                                       | Róma              | Giorgio Anglesio      | Franco Bertinetti           | Carlo Pavesi                    |
| 1957                                                       | Párizs            | Armand Mouyal         | Bárány Árpád                | Franco Bertinetti               |
| 1958                                                       | Philadelphia      | Bill Hoskyns          | Edoardo Mangiarotti         | Arnold Csarnusevics             |
| 1959                                                       | Budapest          | Bruno Habārovs        | Allan Jay                   | Giuseppe Delfino                |
| 1961                                                       | Torino            | Jacques Guittet       | Hans Lagerwall              | Gábor Tamás                     |
| 1962                                                       | Buenos Aires      | Kausz István          | Gábor Tamás                 | Yves Dreyfus                    |
| 1963                                                       | Gdańsk            | Roland Losert         | Yves Dreyfus                | Guram Kosztava                  |
| 1965                                                       | Párizs            | Nemere Zoltán         | Bill Hoskyns                | Guram Kosztava                  |
| 1966                                                       | Moszkva           | Alekszej Nyikancsikov | Claude Bourquard            | Bohdan Gonsior                  |
| 1967                                                       | Montréal          | Alekszej Nyikancsikov | Hrihorij Krissz             | Rudolf Trost                    |
| 1969                                                       | Havanna           | Bohdan Andrzejewski   | Alekszej Nyikancsikov       | Carl von Essen                  |
| 1970                                                       | Ankara            | Alekszej Nyikancsikov | Szergej Paramonov           | Fenyvesi Csaba                  |
| 1971                                                       | Bécs              | Hrihorij Krissz       | Nicola Granieri             | Rolf Edling                     |
| 1973                                                       | Göteborg          | Rolf Edling           | Hans Jacobson               | John Pezza                      |
| 1974                                                       | Grenoble          | Rolf Edling           | Jacques Brodin              | Borisz Lukomszkij               |
| 1975                                                       | Budapest          | Alexander Pusch       | Borisz Lukomszkij           | Osztrics István                 |
| 1977                                                       | Buenos Aires      | Johan Harmenberg      | Rolf Edling                 | Patrice Gaille                  |
| 1978                                                       | Hamburg           | Alexander Pusch       | Philippe Riboud             | Hans Jacobson                   |
| 1979                                                       | Melbourne         | Philippe Riboud       | Kolczonay Ernő              | Leszek Swornowski               |
| 1981                                                       | Clermont-Ferrand  | Székely Zoltán        | Alekszandr Mozsajev         | Elmar Borrmann                  |
| 1982                                                       | Róma              | Pap Jenő              | Philippe Riboud             | Kolczonay Ernő                  |
| 1983                                                       | Bécs              | Elmar Borrmann        | Daniel Giger                | Angelo Mazzoni                  |
| 1985                                                       | Barcelona         | Philippe Boisse       | Jaroslav Jurka              | Philippe Riboud                 |
| 1986                                                       | Szófia            | Philippe Riboud       | Bodóczy Miklós              | Olivier Lenglet                 |
| 1987                                                       | Lausanne          | Volker Fischer        | Andrej Suvalov              | Wilfredo Loyola                 |
| 1989                                                       | Denver            | Manuel Pereira        | Sandro Cuomo                | Pavel Kolobkov                  |
| 1990                                                       | Lyon              | Thomas Gerull         | Angelo Mazzoni              | Arnd Schmitt                    |
| 1991                                                       | Budapest          | Andrej Suvalov        | Robert Felisiak             | Szergej Kosztarev               |
| 1991                                                       | Budapest          | Andrej Suvalov        | Robert Felisiak             | Kovács Iván                     |
| 1993                                                       | Essen             | Pavel Kolobkov        | Arnd Schmitt                | Fernando de la Peña             |
| 1993                                                       | Essen             | Pavel Kolobkov        | Arnd Schmitt                | Kovács Iván                     |
| 1994                                                       | Athén             | Pavel Kolobkov        | Olivier Jaquet              | Arnd Schmitt                    |
| 1994                                                       | Athén             | Pavel Kolobkov        | Olivier Jaquet              | Jean-Michel Henry               |
| 1995                                                       | Hága              | Éric Srecki           | Robert Leroux               | Sandro Cuomo                    |
| 1995                                                       | Hága              | Éric Srecki           | Robert Leroux               | Mauricio Rivas                  |
| 1997                                                       | Fokváros          | Éric Srecki           | Pavel Kolobkov              | Robert Leroux                   |
| 1997                                                       | Fokváros          | Éric Srecki           | Pavel Kolobkov              | Robert Andrzejuk                |
| 1998                                                       | La Chaux-de-Fonds | Hugues Obry           | Vánky Péter                 | Carlos Pedroso                  |
| 1998                                                       | La Chaux-de-Fonds | Hugues Obry           | Vánky Péter                 | Fekete Attila                   |
| 1999                                                       | Szöul             | Arnd Schmitt          | Vánky Péter                 | Kaido Kaaberma                  |
| 1999                                                       | Szöul             | Arnd Schmitt          | Vánky Péter                 | Pavel Kolobkov                  |
| 2001                                                       | Nîmes             | Paolo Milanoli        | Basil Hoffmann              | Fabrice Jeannet                 |
| 2001                                                       | Nîmes             | Paolo Milanoli        | Basil Hoffmann              | Oliver Lücke                    |
| 2002                                                       | Lisszabon         | Pavel Kolobkov        | Fabrice Jeannet             | Ku Gjodong (Ku Gyodong)         |
| 2002                                                       | Lisszabon         | Pavel Kolobkov        | Fabrice Jeannet             | Vital Zaharav                   |
| 2003                                                       | Havanna           | Fabrice Jeannet       | Makszim Hvoroszt            | Ulrich Robeiri                  |
| 2003                                                       | Havanna           | Fabrice Jeannet       | Makszim Hvoroszt            | Vital Zaharav                   |
| 2005                                                       | Lipcse            | Pavel Kolobkov        | Fabrice Jeannet             | Bas Verwijlen                   |
| 2005                                                       | Lipcse            | Pavel Kolobkov        | Fabrice Jeannet             | Claus Mørch                     |
| 2006                                                       | Torino            | Vang Lej (Wang Lei)   | Joaquim Videira             | Sven Järve                      |
| 2006                                                       | Torino            | Vang Lej (Wang Lei)   | Joaquim Videira             | Igor Tikhomirov                 |
| 2007                                                       | Szentpétervár     | Kulcsár Krisztián     | Éric Boisse                 | Diego Confalonieri              |
| 2007                                                       | Szentpétervár     | Kulcsár Krisztián     | Éric Boisse                 | Jérôme Jeannet                  |
| 2009                                                       | Antalya           | Anton Avgyejev        | Matteo Tagliariol           | José Luis Abajo                 |
| 2009                                                       | Antalya           | Anton Avgyejev        | Matteo Tagliariol           | Jérôme Jeannet                  |
| 2010                                                       | Párizs            | Nikolai Novosjolov    | Gauthier Grumier            | Boczkó Gábor                    |
| 2010                                                       | Párizs            | Nikolai Novosjolov    | Gauthier Grumier            | Jean-Michel Lucenay             |
| 2011                                                       | Catania           | Paolo Pizzo           | Bas Verwijlen               | Fabian Kauter                   |
| 2011                                                       | Catania           | Paolo Pizzo           | Bas Verwijlen               | Pak Kjongdu (Park Gyeongdu)     |
| 2013                                                       | Budapest          | Nikolai Novosjolov    | Rubén Limardo               | Fabian Kauter                   |
| 2013                                                       | Budapest          | Nikolai Novosjolov    | Rubén Limardo               | Pavel Szuhov                    |
| 2014                                                       | Kazany            | Ulrich Robeiri        | Pak Kjongdu (Park Gyeongdu) | Gauthier Grumier                |
| 2014                                                       | Kazany            | Ulrich Robeiri        | Pak Kjongdu (Park Gyeongdu) | Enrico Garozzo                  |
| 2015                                                       | Moszkva           | Imre Géza             | Gauthier Grumier            | Patrick Jørgensen               |
| 2015                                                       | Moszkva           | Imre Géza             | Gauthier Grumier            | Csong Szunghva (Jeong Seunghwa) |
| 2017                                                       | Lipcse            | Paolo Pizzo           | Nikolai Novosjolov          | Richard Schmidt                 |
| 2017                                                       | Lipcse            | Paolo Pizzo           | Nikolai Novosjolov          | Rédli András                    |
| 2018                                                       | Vuhszi (Wuxi)     | Yannick Borel         | Rubén Limardo               | Bohdan Nyikisin                 |
| 2018                                                       | Vuhszi (Wuxi)     | Yannick Borel         | Rubén Limardo               | Roman Szvicskar                 |
| 2019                                                       | Budapest          | Siklósi Gergely       | Szergej Bida                | Andrea Santarelli               |
| 2019                                                       | Budapest          | Siklósi Gergely       | Szergej Bida                | Ihor Rejzlin                    |
| 2022                                                       | Kairó             | Romain Cannone        | Minobe Kazujaszu            | Neisser Loyola                  |
| 2022                                                       | Kairó             | Romain Cannone        | Minobe Kazujaszu            | Ihor Rejzlin                    |
| 2023                                                       | Milánó            | Koch Máté             | Davide Di Veroli            | Ruszlan Kurbanov                |
| 2023                                                       | Milánó            | Koch Máté             | Davide Di Veroli            | Romain Cannone                  |

### Éremtáblázat
| Helyezés | Nemzet           | Arany | Ezüst | Bronz | Összesen |
| 1.       | Franciaország    | 22    | 18    | 18    | 58       |
| 2.       | Magyarország     | 10    | 4     | 9     | 23       |
| 3.       | Olaszország      | 7     | 14    | 13    | 34       |
| 4.       | Szovjetunió      | 6     | 6     | 6     | 18       |
| 5.       | Oroszország      | 5     | 2     | 2     | 9        |
| 6.       | NSZK             | 5     | 0     | 2     | 7        |
| 7.       | Svédország       | 4     | 8     | 6     | 18       |
| 8.       | Észtország       | 2     | 1     | 2     | 5        |
| 9.       | Németország      | 1     | 2     | 3     | 6        |
| 10.      | Hollandia        | 1     | 2     | 2     | 5        |
| 11.      | Nagy-Britannia   | 1     | 2     | 0     | 3        |
| 12.      | Lengyelország    | 1     | 0     | 3     | 4        |
| 13.      | Spanyolország    | 1     | 0     | 2     | 3        |
| 14.      | Ausztria         | 1     | 0     | 1     | 2        |
| 14.      | Dánia            | 1     | 0     | 1     | 2        |
| 14.      | Norvégia         | 1     | 0     | 1     | 2        |
| 17.      | Kína             | 1     | 0     | 0     | 1        |
|          |                  |       |       |       |          |
| 18.      | Svájc            | 0     | 3     | 3     | 6        |
| 19.      | Venezuela        | 0     | 2     | 0     | 2        |
| 20.      | Belgium          | 0     | 1     | 5     | 6        |
| 21.      | Ukrajna          | 0     | 1     | 4     | 5        |
| 22.      | Dél-Korea        | 0     | 1     | 3     | 4        |
| 23.      | Csehszlovákia    | 0     | 1     | 0     | 1        |
| 23.      | Japán            | 0     | 1     | 0     | 1        |
| 23.      | Portugália       | 0     | 1     | 0     | 1        |
| 23.      | Románia          | 0     | 1     | 0     | 1        |
|          |                  |       |       |       |          |
| 27.      | Fehéroroszország | 0     | 0     | 2     | 2        |
| 27.      | Kuba             | 0     | 0     | 2     | 2        |
| 29.      | Kanada           | 0     | 0     | 1     | 1        |
| 29.      | Kazahsztán       | 0     | 0     | 1     | 1        |
| 29.      | Kolumbia         | 0     | 0     | 1     | 1        |
| Összesen | Összesen         | 70    | 71    | 93    | 234      |

## Csapat
| Év                                                         | Helyszín          | Arany | Ezüst | Bronz |
| Nemzetközi bajnokság                                       |                   | | | |
| 1930                                                       | Liège             | Belgium · Émile Barbier · Xavier De Beukelaer · Charles Debeur · Charles Delporte · Willy Osterrieth · Léon Tom                          | Olaszország · Carlo Agostoni · Giancarlo Cornaggia-Medici · Renzo Minoli · Alfredo Pezzana · Saverio Ragno · Franco Riccardi                | Franciaország · André Baur · Philippe Cattiau · André Labatut · Jean Lacroix · André Rossignol · Bernard Schmetz                          |
| 1931                                                       | Bécs              | Olaszország · Carlo Agostoni · Nino Bertolaia · Giancarlo Cornaggia-Medici · Renzo Minoli · Saverio Ragno · Franco Riccardi              | Franciaország · Jacques Coutrot · Fernand Jourdant · Louis Prat · Paul Rousset · Bernard Schmetz                                            | Svédország · Curt Dahlgren · Gustaf Dyrssen · Hans Granfelt · Carl Gripenstedt · Nils Hellsten · Sven Thofelt                             |
| 1933                                                       | Budapest          | Olaszország · Giancarlo Brusati · Giancarlo Cornaggia-Medici · Renzo Minoli · Saverio Ragno · Franco Riccardi · Mario Visconti           | Franciaország · Georges Buchard · Jacques Coutrot · Louis Prat · Paul Rousset · Bernard Schmetz                                             | Svédország · Raul Årmann · Curt Dahlgren · Hans Drakenberg · Gustaf Dyrssen · Bo Lindman · Sven Thofelt                                   |
| 1934                                                       | Varsó             | Franciaország · Georges Buchard · Philippe Cattiau · Michel Godin · René Lemoine · Michel Pécheux · Jean Piot                            | Olaszország · Giancarlo Brusati · Giancarlo Cornaggia-Medici · Roberto Battaglia · Saverio Ragno · Giorgio Rastelli · Franco Riccardi       | Svédország · Hans Drakenberg · Gustaf Dyrssen · Carl Gripenstedt · Nils Hellsten · Sven Thofelt · Bertil Uggla                            |
| 1935                                                       | Lausanne          | Franciaország · Georges Buchard · Philippe Cattiau · Marcel Desprets · Paul Deydier · Michel Pécheux                                     | Svédország · Gustav Almgren · Hans Drakenberg · Gustaf Dyrssen · Carl Gripenstedt · Bertil Uggla · Carl Johan Wachtmeister                  | Németország · Eugen Geiwitz · Heinz Heigl · Siegfried Lerdon · Stefan Rosenbauer                                                          |
| Világbajnokság                                             |                   | | | |
| 1937                                                       | Párizs            | Olaszország · Carlo Agostoni · Roberto Battaglia · Dario Mangiarotti · Edoardo Mangiarotti · Saverio Ragno · Mario Visconti              | Franciaország · Édouard Artigas · Jacques Coutrot · Henri Dulieux · Michel Pécheux · Bernard Schmetz · Albert Wolff                         | Svédország · Frank Cervell · Hans Drakenberg · Gustaf Dyrssen · Hans Granfelt · Bengt Ljungquist · Sven Thofelt                           |
| 1938                                                       | Pöstyén           | Franciaország · Pierre Bitchine · Henry Brethous · Henri Dulieux · Michel Pécheux · Bernard Schmetz · Albert Wolff                       | Svédország · Frank Cervell · Hans Drakenberg · Gustaf Dyrssen · Carl Forssell · Bengt Ljungquist · Sven Thofelt                             | Olaszország · Carlo Agostoni · Roberto Battaglia · Dario Mangiarotti · Edoardo Mangiarotti · Saverio Ragno                                |
| 1939–1946 között nem rendezték meg a II. világháború miatt |                   | | | |
| 1947                                                       | Lisszabon         | Franciaország · Édouard Artigas · Jéhan de Buhan · Marcel Desprets · Henri Guérin · Henri Lepage · Michel Pécheux                        | Svédország · Per Carleson · Gustaf Dyrssen · Sven Fahlman · Carl Forssell · Bengt Ljungquist · Sven Thofelt                                 | Olaszország · Stefano Allocchio · Luigi Cantone · Ercole Domeniconi · Dario Mangiarotti · Edoardo Mangiarotti · Saverio Ragno             |
| 1949                                                       | Kairó             | Olaszország · Roberto Battaglia · Luigi Cantone · Marco Antonio Mandruzzato · Dario Mangiarotti · Edoardo Mangiarotti · Antonio Spallino | Svédország · Per Carleson · Hans Drakenberg · Carl Forssell · Rolf Julin · Göran Lagerberg                                                  | Egyiptom · Fathalláh Abd er-Rahmán · Zsán-Gabrijel Aszfar · Szaláh Deszúki · Mahmúd Júnesz · Maurice Schmeil · Roland Steinauer           |
| 1950                                                       | Monte-Carlo       | Olaszország · Giorgio Anglesio · Giuseppe Delfino · Dario Mangiarotti · Edoardo Mangiarotti · Fiorenzo Marini · Carlo Pavesi             | Franciaország · René Bougnol · Jéhan de Buhan · Henri Guérin · Maurice Huet · Claude Nigon · Michel Pécheux                                 | Svédország · Ingemar Bondeson · Per Carleson · Sven Fahlman · Carl Forssell · Berndt-Otto Rehbinder · Nils Rydström                       |
| 1951                                                       | Stockholm         | Franciaország · Alain Bessèche · René Bougnol · Jacques Coutrot · Daniel Dagallier · Armand Mouyal · Armand Simon                        | Olaszország · Roberto Battaglia · Dario Mangiarotti · Edoardo Mangiarotti · Mario Mangiarotti · Fiorenzo Marini · Carlo Pavesi              | Svédország · Per Carleson · Sven Fahlman · Carl Forssell · Rolf Julin · Bengt Ljungquist · Berndt-Otto Rehbinder                          |
| 1953                                                       | Brüsszel          | Olaszország · Giorgio Anglesio · Franco Bertinetti · Giuseppe Delfino · Dario Mangiarotti · Edoardo Mangiarotti · Carlo Pavesi           | Franciaország · Édouard Artigas · Daniel Dagallier · Maurice Huet · Armand Mouyal · Jean-Pierre Muller · Gérard Rousset                     | Svájc · Jules Amez-Droz · Richard Amstad · Michel Evéquoz · Umberto Menegalli · Fernand Thiébaud · Mario Valota                           |
| 1954                                                       | Luxembourg        | Olaszország · Giorgio Anglesio · Franco Bertinetti · Giuseppe Delfino · Armando Dellantonio · Edoardo Mangiarotti · Carlo Pavesi         | Svédország · Per Carleson · Sven Fahlman · Carl Forssell · Bengt Ljungquist · Berndt-Otto Rehbinder · Nils Rydström                         | Franciaország · Daniel Dagallier · Yves Dreyfus · Maurice Huet · Armand Mouyal · Jean-Pierre Muller · Claude Nigon                        |
| 1955                                                       | Róma              | Olaszország · Giorgio Anglesio · Franco Bertinetti · Giuseppe Delfino · Edoardo Mangiarotti · Carlo Pavesi · Alberto Pellegrino          | Franciaország · Édouard Artigas · Daniel Dagallier · Maurice Huet · Armand Mouyal · Claude Nigon · René Queyroux                            | Magyarország · Balthazár Lajos · Berzsenyi Barnabás · Marosi József · Nagy Ambrus · Rerrich Béla · Sákovics József                        |
| 1957                                                       | Párizs            | Olaszország · Giorgio Anglesio · Franco Bertinetti · Giuseppe Delfino · Carlo Pavesi · Alberto Pellegrino · Gianluigi Saccaro            | Magyarország · Balthazár Lajos · Bárány Árpád · Berzsenyi Barnabás · Czvikovszky Ferenc · Gábor Tamás · Kausz István                        | Nagy-Britannia · Raymond Harrison · Bill Hoskyns · Michael Howard · Allan Jay · John Pelling · Ralph Sproul-Bolton                        |
| 1958                                                       | Philadelphia      | Olaszország · Franco Bertinetti · Giuseppe Delfino · Edoardo Mangiarotti · Carlo Pavesi · Alberto Pellegrino · Gianluigi Saccaro         | Magyarország · Balthazár Lajos · Bárány Árpád · Berzsenyi Barnabás · Gábor Tamás · Kausz István                                             | Franciaország · Daniel Dagallier · Jacques Guittet · Maurice Huet · Gérard Lefranc · Armand Mouyal · René Queyroux                        |
| 1959                                                       | Budapest          | Magyarország · Bárány Árpád · Gábor Tamás · Kausz István · Marosi József · Sákovics József                                               | Szovjetunió · Arnold Csarnusevics · Valentin Csernikov · Bruno Habārovs · Vitalij Hodoszovszkij · Guram Kosztava                            | Franciaország · Claude Bourquard · Claude Brodin · Jacques Guittet · Gérard Lefranc · René Queyroux                                       |
| 1961                                                       | Torino            | Szovjetunió · Arnold Csarnusevics · Valentin Csernikov · Bruno Habārovs · Guram Kosztava · Dmitrij Ljulin                                | Franciaország · Claude Bourquard · Yves Dreyfus · Jacques Guittet · Gérard Lefranc · Armand Mouyal · Philippe Schraag                       | Svédország · Göran Abrahamsson · Ivar Genesjö · Hans Lagerwall · Orvar Lindwall · Berndt-Otto Rehbinder · Axel Wahlberg                   |
| 1962                                                       | Buenos Aires      | Franciaország · Claude Bourquard · Yves Dreyfus · Jacques Guittet · Gérard Lefranc · René Queyroux                                       | Svédország · Göran Abrahamsson · Ivar Genesjö · Hans Lagerwall · Orvar Lindwall · John Sandwall                                             | Szovjetunió · Arnold Csarnusevics · Valentin Csernikov · Bruno Habārovs · Dmitrij Ljulin · Alekszej Nyikancsikov · Aljakszandr Pavlovszki |
| 1963                                                       | Gdańsk            | Lengyelország · Bohdan Andrzejewski · Bohdan Gonsior · Henryk Nielaba · Ryszard Parulski · Jerzy Strzałka                                | Franciaország · Claude Bourquard · Yves Dreyfus · Jacques Guittet · Armand Mouyal · René Queyroux                                           | Magyarország · Bárány Árpád · Gábor Tamás · Kausz István · Kulcsár Győző · Nemere Zoltán                                                  |
| 1965                                                       | Párizs            | Franciaország · Yves Boissier · Claude Bourquard · Jacques Brodin · Yves Dreyfus · Jacques Guittet                                       | Nagy-Britannia · Nick Halsted · Bill Hoskyns · Peter Jacobs · Allan Jay · John Pelling                                                      | Szovjetunió · Vlagyimir Donyin · Bruno Habārovs · Guram Kosztava · Hrihorij Krissz · Alekszej Nyikancsikov                                |
| 1966                                                       | Moszkva           | Franciaország · Jean-Pierre Allemand · Yves Boissier · Claude Bourquard · Jacques Brodin · Yves Dreyfus                                  | Szovjetunió · Vlagyimir Godzsijev · Guram Kosztava · Hrihorij Krissz · Alekszej Nyikancsikov · Jurij Szmoljakov                             | Svédország · Carl-Erik Broms · Carl von Essen · Hans Lagerwall · Lars-Erik Larsson · Jan Skogh                                            |
| 1967                                                       | Montréal          | Szovjetunió · Guram Kosztava · Hrihorij Krissz · Viktor Modzolevszkij · Alekszej Nyikancsikov · Joszip Vitebszkij                        | Franciaország · Jean-Pierre Allemand · Yves Boissier · Claude Bourquard · Jacques Brodin · Yves Dreyfus                                     | Magyarország · B. Nagy Pál · Fenyvesi Csaba · Kulcsár Győző · Nemere Zoltán · Schmitt Pál                                                 |
| 1969                                                       | Havanna           | Szovjetunió · Hrihorij Krissz · Alekszej Nyikancsikov · Szergej Paramonov · Igor Valetov · Georgi Zažitski                               | Magyarország · B. Nagy Pál · Fenyvesi Csaba · Kulcsár Győző · Nemere Zoltán · Schmitt Pál                                                   | Svédország · Rolf Edling · Carl von Essen · Hans Jacobson · Orvar Jönsson · Lars-Erik Larsson                                             |
| 1970                                                       | Ankara            | Magyarország · Erdős Sándor · Fenyvesi Csaba · Kulcsár Győző · Nemere Zoltán · Schmitt Pál                                               | Lengyelország · Kazimierz Barburski · Michał Butkiewicz · Bohdan Gonsior · Henryk Nielaba · Zbigniew Matwiejew                              | Svájc · Alexandre Bretholz · Daniel Giger · Christian Kauter · Peter Lötscher · Christian Stricker                                        |
| 1971                                                       | Bécs              | Magyarország · Erdős Sándor · Fenyvesi Csaba · Kulcsár Győző · Nemere Zoltán · Schmitt Pál                                               | Szovjetunió · Hrihorij Krissz · Viktor Modzolevszkij · Alekszej Nyikancsikov · Szergej Paramonov · Igor Valetov                             | Svédország · Rolf Edling · Carl von Essen · Hans Jacobson · Orvar Jönsson · Per Sundberg                                                  |
| 1973                                                       | Göteborg          | NSZK · Reinhold Behr · Hans-Jürgen Hehn · Harald Hein · Joachim Peter · Szepessy József                                                  | Magyarország · Erdős Sándor · Fenyvesi Csaba · Kulcsár Győző · Osztrics István · Schmitt Pál                                                | Szovjetunió · Asot Karagjan · Borisz Lukomszkij · Viktor Modzolevszkij · Szergej Paramonov · Igor Valetov                                 |
| 1974                                                       | Grenoble          | Svédország · Rolf Edling · Carl von Essen · Göran Flodström · Hans Jacobson · Lennart Rohlin                                             | NSZK · Elmar Beierstettel · Hans-Jürgen Hehn · Gerd Opgenorth · Joachim Peter · Alexander Pusch                                             | Magyarország · Erdős Sándor · Kolczonay Ernő · Kulcsár Győző · Osztrics István · Schmitt Pál                                              |
| 1975                                                       | Budapest          | Svédország · Rolf Edling · Carl von Essen · Göran Flodström · Leif Högström · Hans Jacobson                                              | NSZK · Reinhold Behr · Elmar Beierstettel · Hans-Jürgen Hehn · Hanns Jana · Alexander Pusch                                                 | Magyarország · Erdős Sándor · Fenyvesi Csaba · Kulcsár Győző · Osztrics István · Schmitt Pál                                              |
| 1977                                                       | Buenos Aires      | Svédország · Rolf Edling · Göran Flodström · Johan Harmenberg · Leif Högström · Hans Jacobson                                            | Svájc · Jean-Blaise Evéquoz · Patrice Gaille · Daniel Giger · Christian Kauter · François Suchanecki                                        | Szovjetunió · Alekszandr Abusahmetov · Jevgenyij Ananyjev · Leonyid Dunajev · Asot Karagjan · Borisz Lukomszkij                           |
| 1978                                                       | Hamburg           | Magyarország · Fenyvesi Csaba · Kolczonay Ernő · Kulcsár Győző · Osztrics István · Pap Jenő                                              | Szovjetunió · Alekszandr Abusahmetov · Leonyid Dunajev · Valerij Hondogo · Asot Karagjan · Borisz Lukomszkij                                | Svédország · Rolf Edling · Carl von Essen · Johan Harmenberg · Hans Jacobson · Göran Malkar                                               |
| 1979                                                       | Melbourne         | Szovjetunió · Alekszandr Abusahmetov · Leonyid Dunajev · Asot Karagjan · Borisz Lukomszkij · Alekszandr Mozsajev                         | NSZK · Christian Adrians · Manfred Beckmann · Elmar Borrmann · Hanns Jana · Alexander Pusch                                                 | Svájc · Patrice Gaille · Daniel Giger · Christian Kauter · Michel Poffet · François Suchanecki                                            |
| 1981                                                       | Clermont-Ferrand  | Szovjetunió · Leonyid Dunajev · Toomas Hint · Valerij Hondogo · Asot Karagjan · Alekszandr Mozsajev                                      | Svájc · Patrice Gaille · Daniel Giger · Gabriel Nigon · Michel Poffet · François Suchanecki                                                 | Magyarország · Dénes Balázs · Kolczonay Ernő · Pethő László · Székely Zoltán · Szíjj Károly                                               |
| 1982                                                       | Róma              | Franciaország · Philippe Boisse · Jean-Michel Henry · Olivier Lenglet · Philippe Riboud · Michel Salesse                                 | Svájc · Olivier Carrard · Patrice Gaille · Daniel Giger · Gabriel Nigon · Michel Poffet                                                     | Magyarország · Gelley István · Kolczonay Ernő · Pap Jenő · Székely Zoltán · Takács Péter                                                  |
| 1983                                                       | Bécs              | Franciaország · Philippe Boisse · Jean-Michel Henry · Philippe Kuras · Olivier Lenglet · Michel Salesse                                  | NSZK · Elmar Borrmann · Volker Fischer · Gerhard Heer · Rafael Nickel · Alexander Pusch                                                     | Olaszország · Stefano Bellone · Sandro Cuomo · Roberto Manzi · Angelo Mazzoni · Sandro Resegotti                                          |
| 1985                                                       | Barcelona         | NSZK · Achim Bellmann · Volker Fischer · Thomas Gerull · Alexander Pusch · Arnd Schmitt                                                  | Olaszország · Stefano Bellone · Sandro Cuomo · Roberto Manzi · Angelo Mazzoni · Maurizio Randazzo                                           | Szovjetunió · Vitalij Ahejev · Szerhij Kravcsuk · Alekszandr Mozsajev · Andrej Suvalov · Mihajlo Tisko                                    |
| 1986                                                       | Szófia            | NSZK · Elmar Borrmann · Volker Fischer · Thomas Gerull · Alexander Pusch · Arnd Schmitt                                                  | Szovjetunió · Szergej Kosztarev · Szerhij Kravcsuk · Alekszandr Mozsajev · Andrej Suvalov · Mihajlo Tisko                                   | Olaszország · Stefano Bellone · Sandro Cuomo · Roberto Manzi · Angelo Mazzoni · Maurizio Randazzo                                         |
| 1987                                                       | Lausanne          | Szovjetunió · Szerhij Kravcsuk · Vlagyimir Reznyicsenko · Andrej Suvalov · Mihajlo Tisko · Igor Tyihomirov                               | NSZK · Elmar Borrmann · Volker Fischer · Thomas Gerull · Alexander Pusch · Arnd Schmitt                                                     | Franciaország · Philippe Boisse · Jean-Michel Henry · Olivier Lenglet · Philippe Riboud · Éric Srecki                                     |
| 1989                                                       | Denver            | Olaszország · Sandro Cuomo · Angelo Mazzoni · Stefano Pantano · Maurizio Randazzo · Sandro Resegotti                                     | NSZK · Elmar Borrmann · Robert Felisiak · Thomas Gerull · Stefan Hörger · Günter Jauch                                                      | Kuba · Lázaro Castro · Nelson Loyola · Wilfredo Loyola · Pedro Merencio · Carlos Pedroso                                                  |
| 1990                                                       | Lyon              | Olaszország · Sandro Cuomo · Angelo Mazzoni · Stefano Pantano · Maurizio Randazzo · Sandro Resegotti                                     | Franciaország · Jean-François Di Martino · Jean-Michel Henry · Olivier Lenglet · Philippe Riboud · Éric Srecki                              | Szovjetunió · Vitalij Ahejev · Kaido Kaaberma · Pavel Kolobkov · Andrej Suvalov · Mihajlo Tisko                                           |
| 1991                                                       | Budapest          | Szovjetunió · Kaido Kaaberma · Pavel Kolobkov · Szergej Kosztarev · Szerhij Kravcsuk · Andrej Suvalov                                    | Franciaország · Hervé Faget · Jean-Michel Henry · Olivier Lenglet · Robert Leroux · Éric Srecki                                             | Németország · Elmar Borrmann · Robert Felisiak · Uwe Proske · Arnd Schmitt · Mariusz Strzałka                                             |
| 1993                                                       | Essen             | Olaszország · Sandro Cuomo · Angelo Mazzoni · Paolo Milanoli · Stefano Pantano · Maurizio Randazzo                                       | Franciaország · Rémy Delhomme · Hervé Faget · Jean-Michel Henry · Robert Leroux · Éric Srecki                                               | Németország · Elmar Borrmann · Patrick Dränert · Uwe Proske · Arnd Schmitt · Mariusz Strzałka                                             |
| 1994                                                       | Athén             | Franciaország · Hervé Faget · Jean-Michel Henry · Robert Leroux · Éric Srecki                                                            | Németország · Elmar Borrmann · Michael Flegler · Arnd Schmitt · Mariusz Strzałka                                                            | Dél-Korea · I Szanggi (Lee Sanggi) · I Szangjop (Lee Sang-yeop) · Jun Vondzsin (Yun Wonjin) · Ku Gjodong (Gu Gyodong)                     |
| 1995                                                       | Hága              | Németország · Elmar Borrmann · Michael Flegler · Arnd Schmitt · Mariusz Strzałka                                                         | Franciaország · Jean-Michel Henry · Robert Leroux · Hugues Obry · Éric Srecki                                                               | Magyarország · Fekete Attila · Imre Géza · Kovács Iván · Kulcsár Krisztián                                                                |
| 1997                                                       | Fokváros          | Kuba · Gisel González · Nelson Loyola · Carlos Pedroso · Iván Trevejo                                                                    | Németország · Elmar Borrmann · Michael Flegler · Arnd Schmitt · Marc-Konstantin Steifensand                                                 | Olaszország · Sandro Cuomo · Angelo Mazzoni · Maurizio Randazzo · Alfredo Rota                                                            |
| 1998                                                       | La Chaux-de-Fonds | Magyarország · Fekete Attila · Imre Géza · Kovács Iván · Kulcsár Krisztián                                                               | Franciaország · Rémy Delhomme · Hugues Obry · Frantz Philippe · Éric Srecki                                                                 | Oroszország · Alekszandr Jeleckih · Pavel Kolobkov · Andrej Kolotyilin · Valerij Zaharevics                                               |
| 1999                                                       | Szöul             | Franciaország · Rémy Delhomme · Jean-François Di Martino · Hugues Obry · Éric Srecki                                                     | Németország · Elmar Borrmann · Jörg Fiedler · Arnd Schmitt · Marc-Konstantin Steifensand                                                    | Kuba · Camilo Boris · Nelson Loyola · Carlos Pedroso · Iván Trevejo                                                                       |
| 2001                                                       | Nîmes             | Magyarország · Fekete Attila · Imre Géza · Kovács Iván · Kulcsár Krisztián                                                               | Észtország · Kaido Kaaberma · Meelis Loit · Nikolai Novosjolov · Sergei Vaht                                                                | Franciaország · Rémy Delhomme · Fabrice Jeannet · Jérôme Jeannet · Hugues Obry                                                            |
| 2002                                                       | Lisszabon         | Franciaország · Benoît Janvier · Fabrice Jeannet · Jean-Michel Lucenay · Hugues Obry                                                     | Oroszország · Szergej Kocsetkov · Pavel Kolobkov · Alekszej Szelin · Vjacseszlav Szelin                                                     | Dél-Korea · I Szangjop (Lee Sangyeop) · Jang Nöszong (Yang Noe-seong) · Kim Dzsonggvan (Kim Jeonggwan) · Ku Gjodong (Gu Gyodong)          |
| 2003                                                       | Havanna           | Oroszország · Szergej Kocsetkov · Pavel Kolobkov · Alekszej Szelin · Igor Turcsin                                                        | Németország · Norman Ackermann · Jörg Fiedler · Christoph Kneip · Wolfgang Reich                                                            | Svédország · Robert Dingl · Magnus Malmgren · Fredrik Nilsson · Vánky Péter                                                               |
| 2005                                                       | Lipcse            | Franciaország · Éric Boisse · Fabrice Jeannet · Jérôme Jeannet · Ulrich Robeiri                                                          | Németország · Jörg Fiedler · Sven Schmid · Martin Schmitt · Daniel Strigel                                                                  | Ukrajna · Dmitro Csumak · Makszim Hvoroszt · Dmitro Karjucsenko · Vitalij Osarov                                                          |
| 2006                                                       | Torino            | Franciaország · Éric Boisse · Gauthier Grumier · Fabrice Jeannet · Ulrich Robeiri                                                        | Spanyolország · José Luis Abajo · Ignacio Canto · Juan Castañeda · Eduardo Sepulveda                                                        | Ukrajna · Dmitro Csumak · Makszim Hvoroszt · Dmitro Karjucsenko · Bohdan Nyikisin                                                         |
| 2007                                                       | Szentpétervár     | Franciaország · Éric Boisse · Fabrice Jeannet · Jérôme Jeannet · Ulrich Robeiri                                                          | Olaszország · Stefano Carozzo · Diego Confalonieri · Alfredo Rota · Matteo Tagliariol                                                       | Magyarország · Boczkó Gábor · Imre Géza · Kovács Iván · Kulcsár Krisztián                                                                 |
| 2009                                                       | Antalya           | Franciaország · Gauthier Grumier · Jérôme Jeannet · Jean-Michel Lucenay · Ulrich Robeiri                                                 | Magyarország · Boczkó Gábor · Imre Géza · Rédli András · Somfai Péter                                                                       | Lengyelország · Krzysztof Mikołajczak · Tomasz Motyka · Adam Wiercioch · Radosław Zawrotniak                                              |
| 2010                                                       | Párizs            | Franciaország · Gauthier Grumier · Jérôme Jeannet · Jean-Michel Lucenay · Ulrich Robeiri                                                 | Egyesült Államok · Benjamin Bratton · Seth Kelsey · Cody Mattern · Benjamin Ungar                                                           | Magyarország · Boczkó Gábor · Imre Géza · Rédli András · Somfai Péter                                                                     |
| 2011                                                       | Catania           | Franciaország · Yannick Borel · Gauthier Grumier · Ronan Gustin · Jean-Michel Lucenay                                                    | Magyarország · Boczkó Gábor · Imre Géza · Somfai Péter · Szényi Péter                                                                       | Svájc · Max Heinzer · Fabian Kauter · Florian Staub · Benjamin Steffen                                                                    |
| 2012                                                       | Kijev             | Egyesült Államok · Benjamin Bratton · Seth Kelsey · Cody Mattern · Soren Thompson                                                        | Franciaország · Yannick Borel · Gauthier Grumier · Jean-Michel Lucenay · Ulrich Robeiri                                                     | Magyarország · Boczkó Gábor · Imre Géza · Rédli András · Somfai Péter                                                                     |
| 2013                                                       | Budapest          | Magyarország · Boczkó Gábor · Imre Géza · Rédli András · Szényi Péter                                                                    | Ukrajna · Anatolij Herej · Dmitro Karjucsenko · Vitalij Medvegyev · Bohdan Nyikisin                                                         | Franciaország · Alexandre Blaszyck · Daniel Jérent · Ulrich Robeiri · Iván Trevejo                                                        |
| 2014                                                       | Kazany            | Franciaország · Gauthier Grumier · Daniel Jérent · Jean-Michel Lucenay · Ulrich Robeiri                                                  | Dél-Korea · Csong Dzsinszon (Jeong Jinseon) · Kvon Jongdzsun (Kwon Yeongjun) · Pak Kjongdu (Park Gyeongdu) · Pak Szangjong (Park Sangyeong) | Svájc · Peer Borsky · Max Heinzer · Fabian Kauter · Benjamin Steffen                                                                      |
| 2015                                                       | Moszkva           | Ukrajna · Anatolij Herej · Makszim Hvoroszt · Dmitro Karjucsenko · Bohdan Nyikisin                                                       | Dél-Korea · Csong Szunghva (Jeong Seunghwa) · Kvon Jongdzsun (Kwon Yeongjun) · Na Dzsonggvan (Na Jonggwan) · Pak Kjongdu (Park Gyeongdu)    | Svájc · Peer Borsky · Max Heinzer · Fabian Kauter · Benjamin Steffen                                                                      |
| 2017                                                       | Lipcse            | Franciaország · Yannick Borel · Ronan Gustin · Daniel Jérent · Jean-Michel Lucenay                                                       | Svájc · Max Heinzer · Georg Kuhn · Michele Niggeler · Benjamin Steffen                                                                      | Oroszország · Nyikita Glazkov · Anton Glebko · Szergej Hodosz · Pavel Szuhov                                                              |
| 2018                                                       | Vuhszi (Wuxi)     | Svájc · Max Heinzer · Lucas Malcotti · Michele Niggeler · Benjamin Steffen                                                               | Dél-Korea · Csong Dzsinszon (Jeong Jinseon) · Kvon Jongdzsun (Kwon Yeongjun) · Pak Kjongdu (Park Gyeongdu) · Pak Szangjong (Park Sangyeong) | Oroszország · Szergej Bida · Nyikita Glazkov · Szergej Hodosz · Pavel Szuhov                                                              |
| 2019                                                       | Budapest          | Franciaország · Alexandre Bardenet · Yannick Borel · Ronan Gustin · Daniel Jérent                                                        | Ukrajna · Anatolij Herej · Bohdan Nyikisin · Ihor Rejzlin · Roman Szvicskar                                                                 | Svájc · Max Heinzer · Lucas Malcotti · Michele Niggeler · Benjamin Steffen                                                                |
| 2022                                                       | Kairó             | Franciaország · Alexandre Bardenet · Yannick Borel · Romain Cannone · Alex Fava                                                          | Olaszország · Gabriele Cimini · Davide Di Veroli · Andrea Santarelli · Federico Vismara                                                     | Japán · Jamada Maszaru · Kanó Kóki · Macumoto Rjú · Minobe Kazujaszu                                                                      |
| 2023                                                       | Milánó            | Olaszország · Gabriele Cimini · Davide Di Veroli · Andrea Santarelli · Federico Vismara                                                  | Franciaország · Alexandre Bardenet · Yannick Borel · Romain Cannone · Gaétan Billa                                                          | Venezuela · Francisco Limardo · Jesús Limardo · Rubén Limardo · Grabiel Lugo                                                              |

### Éremtáblázat
| Helyezés | Nemzet           | Arany | Ezüst | Bronz | Összesen |
| 1.       | Franciaország    | 23    | 16    | 7     | 46       |
| 2.       | Olaszország      | 14    | 6     | 5     | 25       |
| 3.       | Magyarország     | 7     | 6     | 11    | 24       |
| 4.       | Szovjetunió      | 7     | 5     | 6     | 18       |
| 5.       | Svédország       | 3     | 6     | 12    | 21       |
| 6.       | NSZK             | 3     | 6     | 0     | 9        |
| 7.       | Németország      | 1     | 5     | 3     | 9        |
| 8.       | Svájc            | 1     | 4     | 7     | 12       |
| 9.       | Ukrajna          | 1     | 2     | 2     | 5        |
| 10.      | Oroszország      | 1     | 1     | 3     | 5        |
| 11.      | Lengyelország    | 1     | 1     | 1     | 3        |
| 12.      | Egyesült Államok | 1     | 1     | 0     | 2        |
| 13.      | Kuba             | 1     | 0     | 2     | 3        |
| 14.      | Belgium          | 1     | 0     | 0     | 0        |
|          |                  |       |       |       |          |
| 15.      | Dél-Korea        | 0     | 3     | 2     | 5        |
| 16.      | Nagy-Britannia   | 0     | 1     | 1     | 2        |
| 17.      | Észtország       | 0     | 1     | 0     | 1        |
| 17.      | Spanyolország    | 0     | 1     | 0     | 1        |
|          |                  |       |       |       |          |
| 19.      | Egyiptom         | 0     | 0     | 1     | 1        |
| 19.      | Japán            | 0     | 0     | 1     | 1        |
| 19.      | Venezuela        | 0     | 0     | 1     | 1        |
| Összesen | Összesen         | 65    | 65    | 65    | 195      |

## Összesített éremtáblázat
| Helyezés | Nemzet           | Arany | Ezüst | Bronz | Összesen |
| 1.       | Franciaország    | 45    | 34    | 25    | 104      |
| 2.       | Olaszország      | 21    | 20    | 18    | 59       |
| 3.       | Magyarország     | 17    | 10    | 20    | 47       |
| 4.       | Szovjetunió      | 13    | 11    | 12    | 36       |
| 5.       | NSZK             | 8     | 6     | 2     | 16       |
| 6.       | Svédország       | 7     | 14    | 18    | 39       |
| 7.       | Oroszország      | 6     | 3     | 5     | 14       |
| 8.       | Németország      | 2     | 7     | 6     | 15       |
| 9.       | Észtország       | 2     | 2     | 2     | 6        |
| 10.      | Lengyelország    | 2     | 1     | 4     | 7        |
| 11.      | Svájc            | 1     | 7     | 10    | 18       |
| 12.      | Ukrajna          | 1     | 3     | 6     | 10       |
| 13.      | Nagy-Britannia   | 1     | 3     | 1     | 5        |
| 14.      | Hollandia        | 1     | 2     | 2     | 5        |
| 15.      | Belgium          | 1     | 1     | 5     | 7        |
| 16.      | Spanyolország    | 1     | 1     | 2     | 4        |
| 17.      | Egyesült Államok | 1     | 1     | 0     | 2        |
| 18.      | Kuba             | 1     | 0     | 4     | 5        |
| 19.      | Ausztria         | 1     | 0     | 1     | 2        |
| 19.      | Dánia            | 1     | 0     | 1     | 2        |
| 19.      | Norvégia         | 1     | 0     | 1     | 2        |
| 22.      | Kína             | 1     | 0     | 0     | 1        |
|          |                  |       |       |       |          |
| 23.      | Dél-Korea        | 0     | 4     | 5     | 9        |
| 24.      | Venezuela        | 0     | 2     | 1     | 3        |
| 25.      | Japán            | 0     | 1     | 1     | 2        |
| 26.      | Csehszlovákia    | 0     | 1     | 0     | 1        |
| 26.      | Portugália       | 0     | 1     | 0     | 1        |
| 26.      | Románia          | 0     | 1     | 0     | 1        |
|          |                  |       |       |       |          |
| 29.      | Fehéroroszország | 0     | 0     | 2     | 2        |
| 30.      | Egyiptom         | 0     | 0     | 1     | 1        |
| 30.      | Kanada           | 0     | 0     | 1     | 1        |
| 30.      | Kazahsztán       | 0     | 0     | 1     | 1        |
| 30.      | Kolumbia         | 0     | 0     | 1     | 1        |
| Összesen | Összesen         | 135   | 136   | 158   | 429      |